# Konarzewo (gromada)
Konarzewo – dawna gromada, czyli najmniejsza jednostka podziału terytorialnego Polskiej Rzeczypospolitej Ludowej w latach 1954–1972.
Gromady, z gromadzkimi radami narodowymi (GRN) jako organami władzy najniższego stopnia na wsi, funkcjonowały od reformy reorganizującej administrację wiejską przeprowadzonej jesienią 1954 do momentu ich zniesienia z dniem 1 stycznia 1973, tym samym wypierając organizację gminną w latach 1954–1972.
Gromadę Konarzewo z siedzibą GRN w Konarzewie utworzono – jako jedną z 8759 gromad na obszarze Polski – w powiecie poznańskim w woj. poznańskim, na mocy uchwały nr 33/54 WRN w Poznaniu z dnia 5 października 1954. W skład jednostki weszły obszary dotychczasowych gromad Chomęcice i Konarzewo ze zniesionej gminy Dopiewo w tymże powiecie. Dla gromady ustalono 15 członków gromadzkiej rady narodowej.
1 stycznia 1958 z gromady Konarzewo wyłączono część obszaru miejscowości Konarzewo (13,2400 ha), włączając ją do gromady Dopiewo w tymże powiecie.
Gromadę zniesiono 1 stycznia 1962, a jej obszar włączono do gromady Dopiewo w tymże powiecie.